# پول الکترونیکی

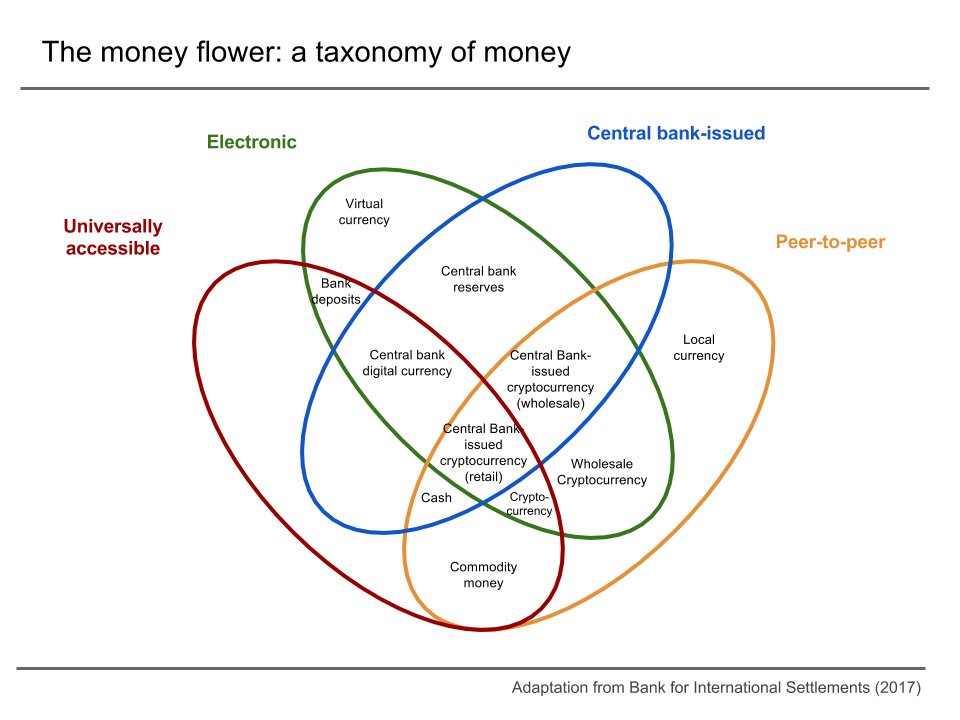
طبقه‌بندی پول، بر اساس «ارزهای رمزنگاری بانک مرکزی» نوشته مورتن لینمن بچ و رادنی گارات.

پول الکترونیکی یا ارز دیجیتال (به انگلیسی: Digital currency) ارزهایی هستند که در فعالیت‌های اقتصادی به صورت الکترونیکی ذخیره و منتقل می‌شوند و مبنای آن‌ها صفر و یک است. ارز دیجیتال به هر ارزش ایجاد شده در بستر دیجیتال اشاره دارد. این مفهوم در مقابل واسطه‌های فیزیکی مانند اوراق بانکی یا سکه مطرح می‌شود. ارز دیجیتال ویژگی‌هایی مشابه با ارزهای فیزیکی دارد، اما تراکنش‌ها و انتقال سرمایه در ارزهای دیجیتالی به‌صورت آنی و بدون مرز بین افراد قابل انجام است. ارزهای مجازی و رمزارزها (به انگلیسی: Cryptocurrency) هر دو از نمونه‌های ارزهای دیجیتال هستند اما هر ارز دیجیتالی ارز مجازی یا رمزارز نیست. پول‌های دیجیتال مانند پول‌های فیزیکی، برای خرید کالا و خدمات مورد استفاده قرار می‌گیرند اما می‌توانند به استفاده در مجامع خاص نیز محدود شوند؛ برای مثال می‌توان یک پول مجازی مخصوص یک بازی یا شبکهٔ اجتماعی داشت. پول‌های دیجیتال مانند بیت‌کوین و اتریوم به عنوان «پول‌های غیرمتمرکز دیجیتال» شناخته می‌شوند؛ به این معنی که مرکزی برای تولید این پول وجود ندارد.
رمزارزها در کیف پول ها یا والت ها نگهداری می شوند و دارنده کیف پول به عنوان صاحب آن ،بدون واسطه، نقل و انتقال دارایی های رمزنگاری شده را انجام می دهد ولی در سایر پولهای الکترونیکی واسطه ای مانند بانک ها این فرایند را انجام می دهند.

## تاریخچه
ریشه‌های پول الکتریکی به ایجاد شرکت دیجی‌کش در اواخر دهه ۹۰ توسط دیوید چام بر می‌گردد. دیجی کش که در آن از علم رمزنگاری استفاده شده بود، بستری برای بانک‌ها فراهم می‌کرد تا به وسیله آن قابلیت انتقال ارزش به صورت الکترونیکی فراهم شود.
یکی از اولین ای-گلدها با پشتوانه طلا در سال ۱۹۹۶ ایجاد شد. یکی از پول‌های دیجیتال مطرح دیگر لیبرتی رزرو (به انگلیسی: Liberty Reserve) بود که در سال ۲۰۰۶ به وجود آمد. این سرویس به کاربران اجازه می‌داد تا ارز دلار یا یورو خود را به رزرو آزادی تبدیل کرده و بتوانند آن را آزادانه با دستمزد ۱٪ بین یکدیگر رد و بدل کنند. هر دوی این سرویس‌ها متمرکز بوده و برای استفاده در پول‌شویی شهرت داشتند. همین امر سبب شد تا دولت آمریکا هر دو سرویس را تعطیل کند و علاقه به استفاده مجدد از پول‌های دیجیتال را افزایش دهد. این امر با معرفی بیت‌کوین در سال ۲۰۰۹ همراه بود که آن را به بزرگ‌ترین و مورد قبول‌ترین پول دیجیتال تبدیل کرد. از جمله نقاط قوت بیت کوین در برابر سایر نمونه‌های پیشین استفاده از فناوری دفتر کل توزیع شده بود. همچنین بیت‌کوین یک راه جدیدی را در پیش روی افراد قرار داده تا بدون واسطه دارایی‌های خود را مبادله نمایند.

## پول الکترونیکی
امروزه این مسئله پذیرفته شده است که بانکداری الکترونیکی می‌تواند به دو جریان مجزا تقسیم شود: یکم عبارت است از محصولات پول الکترونیکی، به ویژه در شکل محصولاتی که ارزش را ذخیره می‌کنند و دیگری عبارت است از تحویل یا دسترسی الکترونیکی به محصولات. این‌ها محصولاتی هستند که به مصرف‌کننده این امکان را می‌دهند تا از وسایل ارتباطی الکترونیکی استفاده کرده و به این ترتیب به خدمات پرداخت قراردادی دسترسی داشته باشند.
برای مثال استفاده از یک کامپیوتر شخصی یا شبکهٔ کامپیوتری (نظیر اینترنت) برای پرداخت کارت الکترونیکی یا ارسال دستوری برای انتقال وجوه بین حساب‌های بانکی. از آنجایی‌که پول الکترونیکی همچنان در مراحل اولیهٔ پیشرفت است، هنوز تعریف واحدی از پول الکترونیکی وجود ندارد و اشخاص مختلفی پول الکترونیکی را به روش‌های متفاوتی تعریف کرده و توضیح داده‌اند.
جامعهٔ اروپا در پیش‌نویس دستورالعمل خود، پول الکترونیکی را بدین‌گونه توصیف نموده است:
- بر روی قطعه‌ای الکترونیکی همانند تراشهٔ کارت یا حافظه‌کامپیوتر به صورت الکترونیکی ذخیره شده.
- به عنوان یک وسیلهٔ پرداخت برای تعهدات اشخاصی غیر از مؤسسهٔ صادرکننده، پذیرفته شده است.
- بدین منظور ایجاد شده است که به عنوان جانشین الکترونیکی برای سکه و اسکناس در دسترس و اختیار استفاده‌کنندگان قرار گیرد.
- به منظور انتقال الکترونیکی وجوه و پرداخت‌های با مقدار محدود ایجاد شده است. [۹]

مشاور امور مصرف‌کنندگان آمریکا، پول الکترونیکی را به این عنوان توصیف نموده است:
پولی است که به صورت الکترونیکی حرکت کرده و به گردش در می‌آید و می‌تواند به صورت کارت هوشمند یا کارت‌هایی که در آن‌ها ارزش ذخیره شده، یا کیف پول الکترونیکی ارائه شود. همچنین می‌تواند در پایانهٔ فروش استفاده شده یا بدون دخالت هیچ شخص دیگری و به‌طور مستقیم به صورت شخص به شخص مورد استفاده قرار گیرد و نیز می‌تواند از طریق خطوط تلفن به سوی بانک‌ها یا دیگر ارائه دهندگان خدمات یا صادرکنندگان (پول الکترونیکی) به حرکت درآمده یا خرج شود.

### وزارت خزانه‌داری آمریکا
در ۲۰ مارس سال ۲۰۱۳ شبکهٔ اجرایی جرائم مالی (به انگلیسی: Financial Crimes Enforcement Network) رهنمودی را برای روشن‌سازی روش اجرای قانون پنهان‌کاری بانک‌ها (به انگلیسی: Bank Secrecy Act) در مقابله با افرادی که پول مجازی تولید، رد و بدل یا انتقال می‌دهند، تصویب کرد.

### مسائل امنیتی
در ماه مه سال ۲۰۱۴ کمیسیون بورس و اوراق بهادار آمریکا در مورد مخاطرات بیت‌کوین و دیگر ارزهای مجازی هشدار داد.

## مقررات
ارزهای مجازی چالش‌هایی را برای بانک‌های مرکزی، تنظیم کننده‌های مالی، ادارات یا وزارتخانه‌های دارایی و همچنین مقامات مالی و مقامات آماری ایجاد می‌کنند.

## خرید و فروش
خرید و فروش ارزهای دیجیتال یا ترید کردن، یکی از مواردی است که می‌تواند منجر به سودآوری یا ضرر برای کاربران گردد، برای خرید و فروش ارزهای دیجیتال، کاربران می‌بایست به صرافی‌های آنلاین مراجعه نمایند تا بتوانند به استفاده از خدمات تبدیل ارزهای دیجیتال به دیگر ارزها یا خرید و فروش ارزهای دیجیتال با پول نقد بپردازند.

### بورس کالای شیکاگو
در ماه ژانویه سال ۲۰۲۰ بورس کالای شیکاگو CME ابزار معاملاتی اختیار معامله بیت کوین را ایجاد کرد.

### معاملات ارز دیجیتال در ایران
فعالیت کاربران ایرانی در صرافی‌های بین‌المللی به علت اعمال تحریم، به شدت محدود و دارایی برخی در این بسترها مسدود شده است. با این وجود کاربران ایرانی از سال ۲۰۱۸ میلادی ۸ میلیارد دلار تراکنش ارز دیجیتال با بایننس داشته‌اند. ۷/۸میلیارد دلار از این مبلغ، از طریق صرافی ایرانی نوبیتکس مبادله شده است.

## بانکداری الکترونیکی
در سال‌های اخیر، مصرف‌کنندگان تمایل چشمگیری برای انجام مبادلات الکترونیکی از خود نشان داده‌اند. کاهش هزینه و افزایش سرعت دسترسی به اینترنت و مزایای اقتصادی و اجتماعی تجارت الکترونیکی از دلایل اصلی توجه مردم به اینگونه مبادلات است. تجارت الکترونیک واژه‌ای است که برای تجارت از طریق سیستم‌های اطلاعاتی- ارتباطی بکار می‌رود. در این گزارش مقدمه‌ای در مورد تجارت الکترونیکی آورده شده است که هدف از آن، آشنایی با ابعاد و زیرساخت‌های تجارت الکترونیکی و تبیین نقش و جایگاه انتقال الکترونیکی وجوه و بانکداری الکترونیکی در آن می‌باشد. سپس توضیحاتی در رابطه با بانکداری الکترونیکی، پرداخت الکترونیکی، مزایا و معایب آن‌ها ذکر شده است. در ادامه پول الکترونیکی که یکی از مهم‌ترین زیر سیستم‌های پرداخت الکترونیکی است معرفی می‌گردد و مزایا و معایب آن بررسی می‌شود. در واقع پول الکترونیکی یک مکانیسم پرداخت ارزش ذخیره شده یا پیش پرداخت شده است که در آن مقداری از وجوه یا ارزش که برای مصرف‌کننده قابل استفاده است، در یک وسیله و قطعهٔ الکترونیکی ذخیره شده و در تصرف مشتری است.
بانکداری الکترونیک (ای-بانک) را می‌توان استفاده از تکنولوژی پیشرفته شبکه‌ها و مخابرات، جهت انتقال منبع (پول) در سیستم بانکداری معرفی کرد. در تعریفی دیگر، بانکداری الکترونیکی عبارت از ارائه کلیه خدمات بانکی به صورت الکترونیک و از طریق واسطه‌های ایمن و بدون نیاز به حضور فیزیکی مشتری است. در کشورهای پیشرفته دنیا مذاکرات بین خریدار و فروشنده، سفارش خرید، تهیه بیمه نامه، انتقال پول، حمل و نقل کالا و ترخیص از گمرک‌ها به صورت الکترونیکی پشتیبانی می‌شود و روش‌های نقل و انتقال پول به صورت الکترونیکی و حمل و نقل کالا بر اساس در خواست‌های الکترونیکی است که در این راستا بانکداری الکترونیکی از ارکان اصلی و لازمه تحقق این امر می‌باشد.

## پرداخت الکترونیکی
زمان شروع پرداخت الکترونیکی را می‌توان سال ۱۹۱۸ میلادی دانست، یعنی هنگامی که بانک‌های فدرال رزرو آمریکا به انتقال وجوه از طریق تلگراف می‌پرداختند. پرداخت الکترونیکی اشکال گوناگونی دارد که می‌توان آن را به دو دستهٔ اصلی تقسیم کرد:
1. سیستم‌های پرداخت برای معاملات عمده فروشی
2. سیستم‌های پرداخت برای معاملات خرده فروشی

در چنین مکانیسم‌هایی پرداخت به صورت برخط نیز وجود دارد و از طریق بررسی و کنترل زاویه‌های مختلف سیستم، اعمال می‌شود. تعدادی از ابداعات در محدودهٔ پرداخت‌های الکترونیکی جزئی (خرده فروشی) به عنوان پول الکترونیکی شناخته شده‌اند. این ابداعات که در حال حاضر نیز در مرحلهٔ اول توسعه و پیشرفت قرار دارند، بالقوه دارای این قدرت هستند که قواعد حاکم بر پول نقد را در مورد پرداخت‌های خرده فروشی به چالش کشیده و در عین حال می‌توانند معاملات خرده فروشی را هم برای مصرف‌کننده و هم برای تجار، ساده‌تر و ارزانتر گردانند. در این زمینه ادعا شده است که پول الکترونیکی مفهومی جدید از کیف پول را ارائه نموده، سیستم پرداخت تجاری را برای اینترنت به وجود آورده و راه دولت‌ها را برای پرداخت به صورت الکترونیکی، تغییر داده و انقلابی را در گردش ارزش (پول) از طریق خطوط تلفن و امواج (الکترونیکی) پدیدآورده است.

## ویژگی‌ها

### ویژگی‌های سیستم‌های پرداخت الکترونیکی
- امنیت: ایمن ساختن اطلاعات به معنای جلوگیری از تحریف و دستیابی به اطلاعات توسط افراد غیرمجاز.
- تقسیم پذیری: بیشتر فروشندگان تنها کارت‌های اعتباری را برای دامنه‌ای حداقل و حداکثر قبول می‌کنند بنابراین هرچه دامنه قبول پرداختها را زیادتر کند امکان‌پذیرش بیشتری دارد.
- قابلیت بررسی: سیستم باید تمام عملیات مالی را ثبت کند تا در صورت لزوم بتوان اشکالات و خطاهای احتمالی را ردیابی کرد.
- قابلیت اطمینان: سیستم باید بقدر کافی مستحکم باشد تا کاربران در صورت قطع برق پول‌ها را از دست ندهند.
- گمنامی: این مطلب با حریم خصوصی ارتباط دارد یعنی برخی خریداران تمایل دارند هویت و مشخصات خریدهایشان گمنام باقی بماند.
- عدم تکذیب: یک سیستم پرداخت اینترنتی باید گروه‌های درگیر را مطمئن و متعهد سازد که گروهی نتواند معاملات را انکار کرده یا به‌طور غیرقانونی از زیر آن شانه خالی کند.

### ویژگی‌های پول الکترونیکی
- ارزش بر روی قطعه یا وسیلهٔ الکترونیکی و به صورت الکترونیکی ذخیره می‌شود. محصولات گوناگون از لحاظ اجرای تکنیکی متفاوت هستند. در پول الکترونیکی مبتنی بر کارت، یک قطعهٔ سخت‌افزاری کامپیوتری که مخصوص بدان و قابل حمل بوده و نوعاً یک ریزپردازنده است، در یک کارت پلاستیکی جای داده شده درحالی‌که در پول الکترونیکی مبتنی بر نرم‌افزار، از یک نرم‌افزار تخصصی و مخصوص که بر روی کامپیوتر شخصی نصب شده، استفاده می‌شود.
- ارزش موجود در پول الکترونیکی به چند طریق و به صورت الکترونیکی منتقل می‌شود. برخی از انواع پول الکترونیکی امکان انتقال موازنه‌های الکترونیکی را به‌طور مستقیمً از یک مصرف‌کننده به دیگری و بدون دخالت شخص ثالث (همانند صادرکنندهٔ پول الکترونیکی) فراهم می‌آورند و آنچه که بیشتر متداول و مرسوم است آن است که تنها پرداخت‌های مجاز و ممکن، پرداخت از مصرف‌کننده به تاجر و همچنین امکان بازخرید ارزش پول الکترونیکی برای تجار است.
- قابلیت انتقال، محدود به معاملاتی است که سابقهٔ آن‌ها ثبت و ضبط شده باشد. در اکثر روش‌ها و رویه‌های محصول، برخی از جزئیات معاملات بین تاجر و مصرف‌کننده در یک پایگاه دادهٔ مرکزی ثبت و ضبط می‌شود که قابل نمایش دادن و ارائه هستند. در مواردی که معاملات به‌طور مستقیم بین مصرف‌کنندگان امکان‌پذیر باشد، این اطلاعات بر روی دستگاه شخصی مصرف‌کننده ضبط می‌شود و تنها هنگامی می‌تواند از طریق دستگاه مرکزی نمایش داده شده و ارائه شود که مصرف‌کننده از طریق اپراتور (عامل طرح) پول الکترونیکی قرارداد بسته باشد.
- تعداد شرکا و طرفینی که به نحو کار کردی و مؤثر در معاملات پول الکترونیکی دخیل و درگیر هستند، بسیار بیشتر از معاملات قراردادی است. عموماً در معاملهٔ پول الکترونیکی، چهار دسته از افراد دخیل هستند: صادرکنندهٔ ارزش پول الکترونیکی، اپراتور شبکه، فروشندهٔ سخت‌افزارها و نرم‌افزارهای خاص و ویژه، نقل و انتقال دهنده و تسویه‌کنندهٔ معاملات پول الکترونیکی. صادرکنندهٔ پول الکترونیکی مهم‌ترین شخص در این میان است در حالی‌که اپراتور شبکه و فروشنده، ارائه کنندگان خدمات فنی هستند و نهادهای انتقال دهنده و تسویه‌کنندهٔ پول الکترونیکی، بانک‌ها یا شرکت‌هایی با ماهیت بانک هستند که خدماتی را ارائه می‌دهند که مشابه با خدماتی است که برای دیگر ابزارهای پرداخت بدون پول نقد نیز ارائه می‌شود.
- موانع فنی و اشتباهات انسانی می‌تواند اجرای معاملات را مشکل یا غیرممکن سازد درحالی‌که در معاملات مبتنی بر کاغذ چنین مشکلی با این حجم وجود ندارد.

### مزایای کیف پول الکترونیکی
انتقال پول الکترونیک، نگهداری و جا به جایی آن بسیار راحت‌تر از پول کاغذی (پول سنتی) است، به سبب این موضوع خرید و فروش الکترونیکی، تجارت الکترونیک و سرمایه‌گذاری الکترونیکی از شکل قدیمی خود راحت‌تر و سریع تر است. این مفاهیم موجب می‌شود تا استفاده از آن‌ها به کسب و کار شرکت‌ها و بنگاه‌های اقتصادی رونق دهد، حتی در سطح کلان باعث رونق اقتصاد کشورها وتجارت جهانی شود.

## انواع پول الکترونیکی
پول الکترونیکی را به شیوه‌های مختلف تقسیم‌بندی می‌نمایند، در یکی از تقسیم‌بندی‌ها پول الکترونیکی را به دو دسته تقسیم می‌نمایند:

### پول الکترونیکی شناسایی شده
این نوع پول الکترونیکی حاوی اطلاعاتی دربارهٔ هویت مالک آن می‌باشد که تا حدودی مانند کارت‌های اعتباری است. این پول‌ها دارای قابلیت ردگیری می‌باشند و هویت دارنده آن قابل شناسایی است. قابلیت استفاده این پول در دو روش پیوسته و ناپیوسته امکان‌پذیر است.

### پول الکترونیکی غیرقابل شناسایی (بی‌نام و نشان)
این نوع پول دیجیتالی خصوصیت مخفی بودن هویت فرد مالک آن را دربردارد و از این لحاظ درست مانند پول کاغذی سنتی، عمل می‌کند. هنگامی که پول دیجیتالی از حسابی برداشت می‌شود، بدون باقی گذاشتن هیچ اثری می‌توان آن را خرج کرد و با توجه به این نکته که هنگام ایجاد کردن پول دیجیتالی از امضاهای نامشخص استفاده می‌شود، امکان پیگیری آن برای هیچ بانکی وجود ندارد.
هر کدام از پول‌های الکترونیکی یاد شده به دو دسته پول الکترونیکی پیوسته و پول الکترونیکی ناپیوسته تقسیم می‌شود.